# Identitetssatsen för holomorfa funktioner
Identitetssatsen för holomorfa funktioner säger att om {\displaystyle U} är en sammanhängande mängd, {\displaystyle f,g:U\rightarrow {}\mathbb {C} } är holomorfa funktioner och om {\displaystyle f} och {\displaystyle g} sammanfaller på någon mängd av icke-isolerade punkter, så sammanfaller {\displaystyle f} och {\displaystyle g} på hela {\displaystyle U}. Detta är en trivial följd av Satsen om isolerade nollställen genom att undersöka funktionen {\displaystyle h(z)=f(z)-g(z)} på {\displaystyle U}.